# Sin Yong-nam
Sin Yong-nam (en coreano: 신용남; Hamhŭng, Hamgyŏng del Sur, 23 de enero de 1978) es un exfutbolista y entrenador norcoreano. Se desempeñó como centrocampista y actualmente dirige a la selección de fútbol de Corea del Norte y el Ryomyong de la liga de fútbol de Corea del Norte.

## Trayectoria como jugador

### Clubes
Durante su carrera profesional, Sin jugó en el fútbol de su país, en los clubes 4.25 Sports Club y el Amrokgang, en este último se retiró profesionalmente del fútbol.

### Selección nacional
Representó a la selección nacional de Corea del Norte entre 2004 y 2010, disputando al menos 15 partidos internacionales y anotando 2 goles. Participó en las eliminatorias para la Copa Mundial de Fútbol de 2006 y 2010, aunque finalmente no formó parte del equipo que participó en Sudáfrica 2010.

## Carrera como entrenador

### Ryomyong
Después de retirarse como jugador, Sin Yong-nam inició su carrera como entrenador en el club Ryomyong. Con este equipo logró el bicampeonato de la Copa Hwaebul en 2019. Ese mismo año, Ryomyong obtuvo el subcampeonato en la liga nacional, lo que le permitió clasificarse a la Copa AFC.
En dicho torneo, el club avanzó a la fase preliminar, donde enfrentó al campeón de Mongolia, Erchim FC. En el partido de ida, disputado como visitante, Ryomyong ganó por 3-0, y en el duelo de vuelta repitió el marcador, asegurando su paso a la siguiente ronda.
En la fase de play-off se enfrentaron al club hongkonés Tai Po FC. Tanto el partido de ida como el de vuelta finalizaron con empate sin goles. No obstante, Ryomyong fue eliminado tras caer en la tanda de penales por 3-5.
Durante la temporada 2020-21, Sin logró su primer título de liga con Ryomyong, relegando al 4.25 SC al segundo lugar. Posteriormente, en las campañas 2021-22 y 2022-23, el club obtuvo nuevamente el segundo puesto. Sin embargo, en la temporada 2023-24, Ryomyong conquistó su segundo título de liga bajo su dirección.

### Selección nacional

#### Sub-23
Sin Yong-nam fue designado como entrenador de la selección sub-23 de Corea del Norte que participó en los Juegos Asiáticos de 2022. El equipo avanzó a los cuartos de final tras una destacada fase de grupos, donde venció a China Taipéi, Kirguistán y Indonesia. En octavos de final, derrotaron a Baréin por 2-0. Sin embargo, fueron eliminados por Japón en cuartos tras perder 1-2. El encuentro concluyó con una trifulca entre los jugadores norcoreanos y el árbitro del partido.

#### Absoluta
Posteriormente, Sin fue nombrado entrenador de la selección absoluta con el objetivo de clasificar a la Copa Mundial de Fútbol de 2026, tras el abrupto fin del proceso anterior liderado por Yun Jong-su, interrumpido por la pandemia de COVID-19.
En su debut, Corea del Norte cayó 1-0 como visitante ante Siria. En el segundo encuentro, venció a Myanmar por 6-1.
Luego perdió por 1-0 frente a Japón. El segundo partido contra el conjunto japonés no se disputó, ya que Corea del Norte se negó a recibir al rival en su territorio por temor a un brote de estreptococo detectado en Japón. Finalmente, la FIFA sancionó a Corea del Norte con una derrota por 0-3 y una multa.
En las últimas fechas de la fase de clasificación, Corea del Norte venció 1-0 a Siria jugando como local en Laos y goleó 4-1 a Myanmar en el cierre del grupo, avanzando así a la siguiente ronda.
Durante la segunda fase, el equipo de Sin Yong-nam no jugó partidos en Pionyang. En su debut, perdió 1-0 ante Uzbekistán, y luego empató 2-2 frente a Catar, en un duelo marcado por la expulsión del capitán Jang Kuk-chol. Posteriormente, igualó 1-1 contra Emiratos Árabes Unidos y cayó 1-0 como visitante ante Kirguistán. En la siguiente ventana de partidos, acumuló dos nuevas derrotas: 2-3 frente a Irán y 1-0 ante Uzbekistán.
En marzo de 2025, Corea del Norte fue goleada 5-1 por Catar en Doha y perdió 1-2 contra Emiratos Árabes Unidos. Con esta última derrota, quedó oficialmente eliminada del proceso clasificatorio al Mundial de 2026.

## Clubes

### Como jugador
| Club      | País            | Año       |
| --------- | --------------- | --------- |
| 4.25 SC   | Corea del Norte | 2006-2008 |
| Amrokgang | Corea del Norte | 2009-2013 |

### Como Entrenador
| Club                                | País            | Año      |
| ----------------------------------- | --------------- | -------- |
| Ryomyong SC                         | Corea del Norte | 2019-act |
| Selección sub-23 de Corea del Norte | Corea del Norte | 2023     |
| Selección de Corea del Norte        | Corea del Norte | 2023-act |